# Liste des députés du Gabon et du Moyen-Congo
 (mai 2025).
Cette page liste l'ensemble des députés français élus dans les circonscriptions du Gabon et du Moyen-Congo.

## Assemblées constituantes de la Quatrième république française
Lors de la première Assemblée nationale constituante, qui se tient du 21 octobre 1945 au 10 juin 1946, on trouve deux représentants du Gabon :
- Gabriel d'Arboussier , dans le groupe Républicains et Résistants.
- Jean Félix-Tchicaya, dans le groupe Républicains et Résistants.

Même fonctionnement pour la deuxième Assemblée nationale constituante, qui se déroule du 2 juin 1946 au 27 novembre 1946 :
- Jean Félix-Tchicaya, de nouveau, cette fois-ci dans le groupe Union républicaine et résistante,
- et Henri Seignon, dans le groupe Socialiste.

## Quatrième république et début de la Cinquième

### Gabon
Jean-Hilaire Aubame (10 novembre 1912-16 août 1989) est le représentant la circonscription du Gabon pendant toute la durée de la Quatrième république, ainsi que durant une partie de la première législature de la Cinquième république.
Détail :
- Première législature (du 10 novembre 1946 au 4 juillet 1951), dans le groupe Socialiste
- Deuxième législature (du 17 juin 1951 au 1er décembre 1955), dans le groupe Indépendants d'outre-mer
- Troisième législature (du 2 janvier 1956 au 8 décembre 1958), dans le groupe Indépendants d'outre-mer
- Première législature de la Cinquième république (du 9 décembre 1958 au 15 juillet 1959)

### Gabon-Moyen-Congo
Maurice Bayrou est le représentant de la circonscription Gabon-Moyen-Congo pendant toute la durée de la Quatrième république, ainsi que durant une partie de la première législature de la Cinquième république.
Détail :
- Première législature (du 10 novembre 1946 au 4 juillet 1951), dans le groupe Union démocratique et socialiste de la Résistance
- Deuxième législature (du 17 juin 1951 au 1er décembre 1955), dans le groupe Rassemblement du peuple français
- Troisième législature (du 2 janvier 1956 au 8 décembre 1958), dans le groupe Républicains sociaux
- Première législature de la Cinquième république (du 9 décembre 1958 au 26 avril 1959)

### Moyen-Congo
Jean Félix-Tchicaya est le représentant de la circonscription du Moyen-Congo pendant toute la durée de la Quatrième république, ainsi que durant une partie de la première législature de la Cinquième république.
Détail :
- Première législature (du 10 novembre 1946 au 4 juillet 1951), dans le groupe Union républicaine et résistante
- Deuxième législature (du 17 juin 1951 au 1er décembre 1955), dans le groupe Rassemblement démocratique africain
- Troisième législature (du 2 janvier 1956 au 8 décembre 1958), dans le groupe  Union démocratique et socialiste de la Résistance et du RDA
- Première législature de la Cinquième république (du 9 décembre 1958 au 15 juillet 1959)